# Ère Jōkyū
L'ère Jōkyū (承久), aussi appelé Shōkyū,  est une des ères du Japon (年号 nengō lit. « nom de l'année ») après l'ère Kenpō et avant l'ère Jōō. Cette ère couvre la période allant du mois d'avril 1219 au mois d'avril 1222. L'empereur régnant est Juntoku-tennō (順徳天皇).

## Changement d'ère
- 1219 Jōkyū gannen (承久元年?) : Le nom de la nouvelle ère est créé pour marquer un événement ou une succession d'événements. La précédente ère se termine quand commence la nouvelle, en Kenpō 3, le 6e jour du 12e mois de 1213.

## Événements de l'ère Jōkyū
- 22 février 1219 (Jōkyū 1, 26e jour du 1er mois) : le shogun Minamoto no Sanetomo est assassiné sur les marches du sanctuaire Tsurugaoka Hachiman-gū à Kamakura. Les quarante années durant lesquelles Minamoto no Yoritomo, Minamoto no Yoriie et Minamoto no Sanetomo ont été successivement à la tête du shogunat de Kamakura sont parfois appelées « période des trois shoguns »[1]. Il faut attendre plusieurs années avant que ne soit nommé un nouveau shogun ce qui n'empêche pas la bureaucratie kamakura de fonctionner sans interruption.
- 1220 (Jōkyū 2, 2e mois) : l'empereur visite les sanctuaires d'Iwashimizu Hachiman-gū et Kamo-jinja[2].
- 13 mai 1221 (Jōkyū 3, 20e jour du 4e mois) : durant la onzième année du règne de Juntoku-tennō (順徳天皇11年), l'empereur abdique et la succession (senso) est reçue par son fils ainé qui n'a que quatre ans. Peu après, l'empereur Chūkyō est déclaré avoir accédé au trône (sokui)[3]. Le règne de l'empereur Chūkyō ne couvre qu'un petit nombre de mois.
- 29 juillet 1221 (Jōkyū 3, 9e mois du 7e mois) : au cours de la première année de ce qui est maintenant considéré comme ayant été le règne de Chūkyō-tennō (仲恭天皇1年), celui-ci abdique soudainement sans désigner d'héritier et les juristes contemporains jugent que la succession (senso)[4] est reçue par un petit-fils de l'ancien empereur Go-Toba[5].
- 1221 (Jōkyū 3) : la révolte de Jōkyū (Jōkyū no ran) est une tentative armée infructueuse de l'empereur Go-Toba et de ses soutiens de s'emparer du pouvoir du bakufu de Kamakura.
- 14 janvier 1222 (Jōkyū 3,1re jour du 12e mois) : l'empereur Go-Horikawa accède au trône (sokui)[6].

| Jōkyū     | 1re  | 2e   | 3e   | 4e   |
| Grégorien | 1219 | 1220 | 1221 | 1222 |